# Альберт-Ли
Альберт-Ли (англ. Albert Lea) — город в округе Фриборн, штат Миннесота, США. На площади 32,5 км² (27,9 км² — суша, 4,6 км² — вода), согласно переписи 2000 года, проживают 18 356 человек. Плотность населения составляет 657,4 чел./км².
- Телефонный код города — 507
- Почтовый индекс — 56007
- FIPS-код города — 27-00694[1]
- GNIS-идентификатор — 0639247[2]